# Penstemon digitalis
Penstemon digitalis is een winterharde vertegenwoordiger van het in Amerika voorkomende geslacht Penstemon, geschikt voor in de tuin, daar waar de meeste andere soorten vrij moeilijk te houden zijn. De plant wordt ongeveer 60 cm hoog en is wintergroen. Deze Penstemon gedijt het best in zon en halfschaduw op grond die rijk aan humus is en 's zomers niet te droog moet worden, maar 's winters liever niet te nat. Bloeit in juli-augustus met hangende klokjes: 'digitalis' als soortaanduiding verwijst naar het vingerhoedskruid.
Een fraaie vertegenwoordiger is Penstemon digitalis 'Huskers Red' die wel 1 m hoog kan worden en waarvan de bladeren donkerrood uitlopen en gaandeweg het seizoen wat meer (donker)groen kleuren. Bloeit wit met een auberginezweem, de uitgebloeide aren met zaden zijn bijna zwart te noemen.
Penstemon digitalis is een kortlevende vaste plant die zich wel uit kan zaaien.
Naast P. digitalis noemt de internationaal bekende tuinarchitect, kweker en schrijver Piet Oudolf in het boek "Droomplanten" (co-auteur: Henk Gerritsen) P.barbatus en P. hirsutus als de meest geschikte Penstemons voor ons klimaat.